# Fürst Bismarck (Schiff, 1900)
Die Fürst Bismarck war ein Panzerkreuzer (Großer Kreuzer) der Kaiserlichen Marine. Ihr Name wurde zu Ehren des Reichskanzlers und Fürsten Otto von Bismarck gewählt. Sie war ein Einzelschiff und ihre Indienststellung erfolgte am 1. April 1900 (dem 85. Geburtstag Otto von Bismarcks).

## Geschichte
Die Fürst Bismarck war der erste Panzerkreuzer der Kaiserlichen Marine und wurde bei Baubeginn als „Kreuzer I. Classe“ eingestuft, während die davor gebauten etwas kleineren Schiffe Kaiserin Augusta und die fünf Einheiten der Victoria-Louise-Klasse als „Kreuzer II. Classe“ eingestuft waren. Mit der nachfolgenden Prinz Heinrich wurde die neue Typenbezeichnung des „Großen Kreuzers“ aus dem Flottengesetz eingeführt und auch rückwirkend auf die bereits existierenden Schiffe übertragen.

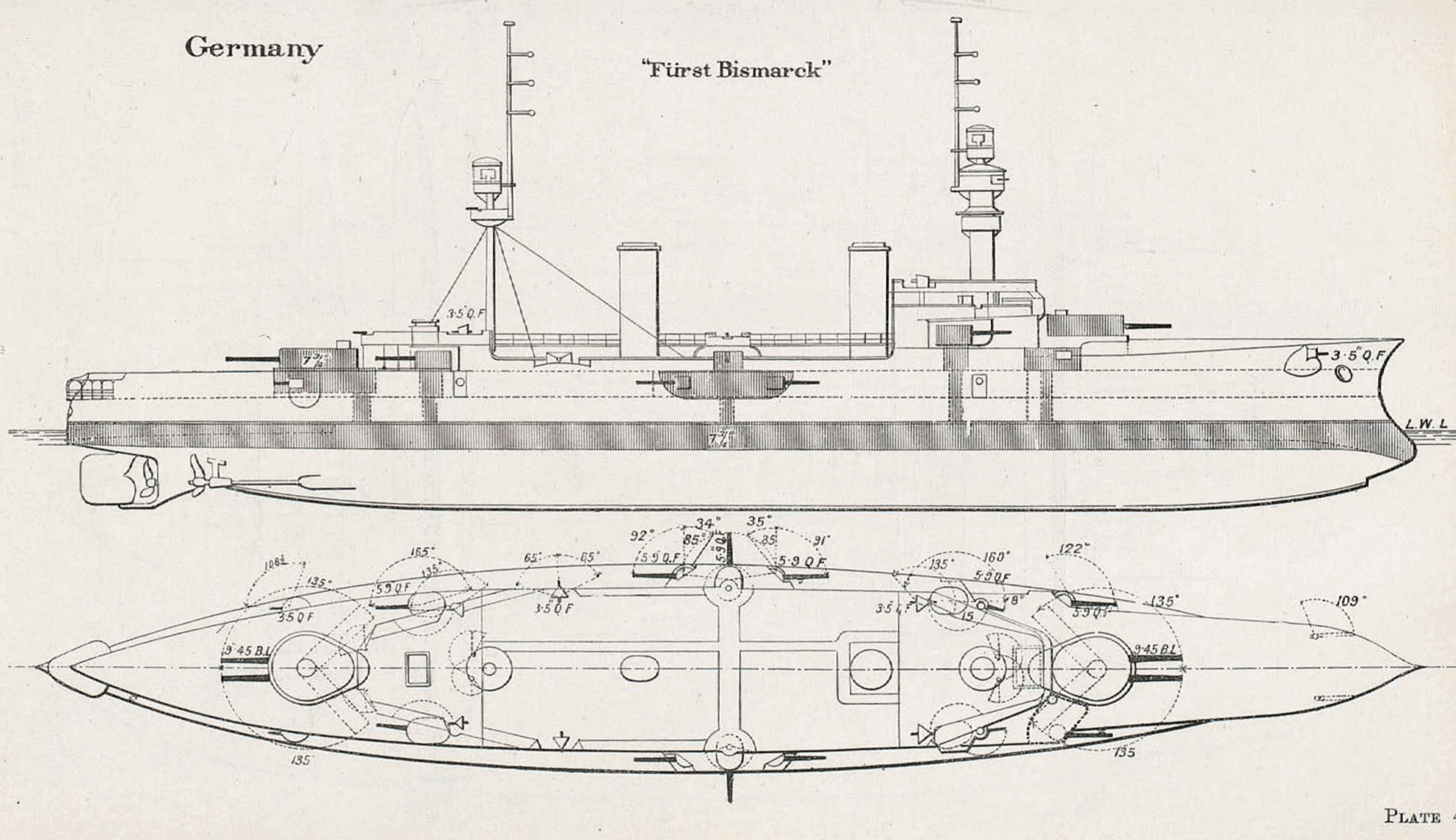
Entwurfszeichnung der Fürst Bismarck in Brassey’s Naval Annual 1898

Die Fürst Bismarck wurde auf der Kaiserlichen Werft in Kiel gebaut. Der Stapellauf des 127 Meter langen, 20,4 m breiten, 7,8 m tiefen und 11.461 Tonnen schweren Schiffs war am 25. September 1897, die Indienststellung am 1. April 1900. Das Schiff erreichte eine maximale Geschwindigkeit von 18,7 kn.
Die Hauptbewaffnung bestand aus vier Schnellladekanonen (Sk) im Kaliber 24 cm L/40 in zwei Doppeltürmen und war damit genau so stark wie die der zeitgleich gebauten Schlachtschiffe der Kaiser-Friedrich-III.-Klasse. Auch die weitere Bewaffnung war mit zwölf Sk 15 cm L/40 und zehn Sk 8,8 cm L/30 nur geringfügig leichter als die der Kaiser-Friedrich-III.-Klasse (18 × 15 cm SK L/40 und 12 × 8,8 cm SK L/30). Auch der Panzerschutz folgte demselben Schema, war nur leichter ausgeführt. Das spiegelt wider, dass die Fürst Bismarck der erste Panzerkreuzer der Kaiserlichen Marine war – eine Schiffsgattung, die in anderen Marinen aus dem „Schlachtschiff III. Klasse“ oder „Kleinem Schlachtschiff“ entstanden war. Bei Fürst Bismarck wurde durch stärkeren Antrieb und leichtere Panzerung eine größere Geschwindigkeit erreicht. Der Marinehistoriker Aidan Dodson bezeichnet die Fürst Bismarck deswegen auch als „in many ways the prototype battlecruiser“ („in vielerlei Hinsicht der Protoyp des Schlachtkreuzers“).

### Flaggschiff des Kreuzergeschwaders
Die Fürst Bismarck lief am 30. Juni 1900 nach Ostasien aus und lief am 13. August zusammen mit den Transportern Frankfurt und Wittekind in Tsingtau ein, die erste Verstärkungen der Marineinfanterie nach Ostasien brachten. Sie lief dann weiter in das Gelbe Meer zu den Einheiten des Ostasiatischen Kreuzergeschwaders und war ab 17. August 1900 Flaggschiff des von Vizeadmiral Felix von Bendemann befehligten Verbandes. Dieser war wegen des Boxeraufstandes in vielfältige internationale Aufgaben eingebunden, zumal die Ermordung des deutschen Gesandten Clemens von Ketteler den Deutschen besonderes Gewicht gab. Das Gros der internationalen Kräfte befand sich vor Tientsin, von wo internationale Truppen zum Entsatz des Gesandtschaftsviertels in Peking vorrückten.
Das Deutsche Reich entsandte erhebliche Truppenkontingente und stellte mit Graf Waldersee auch den Oberbefehlshaber des Zweiten Internationalen Expeditionskorps und zog eine Vielzahl von Schiffen vor China zusammen. Unter anderem entsandte es die vier Linienschiffe der Brandenburg-Klasse, die aber nicht mehr aktiv in die Kämpfe eingriffen. Zum Jahresende 1900 verfügte das Geschwader neben dem Flaggschiff über drei Große Kreuzer, sieben Kleine Kreuzer, vier Linienschiffe, vier Kanonenboote und vier Torpedoboote, insgesamt 23 Einheiten.
Am 15. Februar 1902 übernahm Vizeadmiral Richard von Geißler, der 1900/1901 die Linienschiffsdivision befehligt hatte, das Ostasiatische Kreuzergeschwader. 1903 besuchte er den japanischen Kaiser Mutsuhito und im August die russische Pazifikflotte in Wladiwostok. Am 15. November 1903 übernahm Konteradmiral (ab 1904 Vizeadmiral) Curt von Prittwitz und Gaffron das Kommando, in dessen Zeit der Russisch-Japanische Krieg fiel. Bei seiner Kommandoübernahme waren neben dem Flaggschiff noch zwei Große Kreuzer, fünf Kleine Kreuzer (nur einer modern), vier Kanonenboote und zwei Torpedoboote – insgesamt 14 Einheiten – vorhanden. Sein Chef des Stabes war ab April 1904 Wilhelm Souchon, der spätere Chef der Mittelmeerdivision. Im August 1905 wurde das große Schwimmdock in Tsingtau fertiggestellt, das nun die Durchführung aller Reparaturen vor Ort ermöglichte. Die Fürst Bismarck, die bislang auf Hongkong oder Nagasaki für Reparaturen angewiesen war, wurde dort bis Oktober einer Grundreparatur unterzogen. Am 11. November 1905 übernahm in Shanghai Konteradmiral, dann Vizeadmiral Alfred Breusing das Kommando über das Geschwader, der mit seinem Flaggschiff Anfang 1906 eine längere Kreuzfahrt durch Niederländisch-Indien durchführte und anschließend den Besatzungen eine Erholungspause in Hongkong zubilligte. Am 13. Mai 1907 übernahm Konteradmiral, dann Vizeadmiral Carl von Coerper als letzter Admiral auf der Fürst Bismarck das Kommando über das Ostasiatische Kreuzergeschwader, das über die Kleinen Kreuzer Leipzig, Niobe und bald auch Arcona, vier Kanonenboote, drei Flusskanonenboote und zwei Torpedoboote verfügte und damit wieder seine Planstärke erreicht hatte.

### Unterstellte Schiffe
- Großer Kreuzer Hertha; 11. April 1899 nach Ostasien, Februar bis August 1900 Flaggschiff des Geschwaders, 31. Dezember 1904 Heimreisebefehl, 1920 abgewrackt
- Großer Kreuzer Hansa; 16. August 1899 nach Ostasien, 4. Juli 1906 Heimreisebefehl, 1920 abgewrackt
- Großer Kreuzer Kaiserin Augusta; 8. November 1897 von Smyrna nach Ostasien befohlen, 6. März 1902 Heimreise mit S 91 und S 92 angetreten, 1920 abgewrackt
- Kleiner Kreuzer Irene; 17. November 1894 nach Ostasien, 27. Juni 1901 Heimreise mit der Gefion angetreten, ab 1913 Wohnhulk und 1921 abgewrackt.
- Kleiner Kreuzer Gefion; 16. Dezember 1897 nach Ostasien, 27. Juni 1901 Heimreise angetreten, 1923 abgewrackt
- Kanonenboot Iltis; 6. Februar 1899 nach Ostasien, 1914 Selbstversenkung im Hafen von Kiautschou
- Kanonenboot Jaguar; 1. Juni 1899 nach Ostasien, 1914 Selbstversenkung im Hafen von Kiautschou
- Kanonenboot Tiger; 17. Juni 1900 nach Ostasien, 1914 Selbstversenkung im Hafen von Kiautschou
- Kanonenboot Luchs; 7. Juli 1900 nach Ostasien, 1914 Selbstversenkung im Hafen von Kiautschou
- Linienschiff Kurfürst Friedrich Wilhelm; Flaggschiff der Linienschiffsdivision (11. Juli 1900 entsandt, 1. Juni 1901 Beginn des Rückmarsches), 1910 an die Türkei verkauft und 1915 versenkt
- Linienschiff Weißenburg; Linienschiffsdivision, 1910 an die Türkei verkauft und 1952 abgewrackt
- Linienschiff Wörth; Linienschiffsdivision, 1919 abgewrackt
- Linienschiff Brandenburg; Linienschiffsdivision, 1919 abgewrackt
- Kleiner Kreuzer Hela; als Aviso der Linienschiffsdivision, 1914 nahe Helgoland versenkt
- Kleiner Kreuzer Schwalbe; 5. Juli 1900 von Ostafrika nach China befohlen, 16. August 1902 Heimreise angetreten, 1922 abgewrackt.
- Kleiner Kreuzer Bussard; 10. Juli 1900 statt nach Ostafrika nach China befohlen, 26. April 1904 doch noch Fahrt zur Ostafrika-Station, 1913 abgewrackt
- Kleiner Kreuzer Geier; 9. Juli 1900 von Acapulco nach China befohlen, 14. Januar 1905 Heimreise angetreten, ab 1914 Internierung (Hawaii) und nach einer Kollision 1918 gesunken
- Kleiner Kreuzer Seeadler; Juli 1900 für Südsee-Station nach China befohlen, 28. Juni 1905 Freigabe für Südsee-Station, fuhr wegen Unruhen weiter nach Ostafrika, diente ab 1914 als Minenhulk und wurde 1917 durch eine Explosion zerstört.
- Lazarettschiff Gera, vom 26. Juli 1900 bis 24. Mai 1901 diente sie dem Ostasiatischen Expeditionskorps. Auf ihrer Ausreise (am 6. Oktober Shanghai erreicht) wurde sie von den Torpedobooten S 90, S 91 und S 92 begleitet.
- Torpedoboot S 90, am 17. Oktober 1914 nach der Versenkung des japanischen Kreuzers Takachiho bei Tsingtau selbstversenkt
- Torpedoboot S 91, 6. März 1902 Heimreise mit Kaiserin Augusta und S 92 angetreten
- Torpedoboot S 92, 6. März 1902 Heimreise mit S 91 und Kaiserin Augusta angetreten
- Torpedobootzerstörer Taku, 1900 von China erbeutet, 1913 außer Dienst
- Dampfbarkasse Schamien; Oktober 1900 auf Perlfluss in Dienst, Februar 1904 verkauft
- Flusskanonenboot Vorwärts; März 1901 auf Jangtse in Dienst, Juni 1910 verkauft
- Kleiner Kreuzer Thetis; 1. Dezember 1901 nach Ostasien, 28. August 1905 Heimreise über Ostafrika angetreten, 1929 zum Abbruch verkauft
- Kleiner Kreuzer Sperber; 9. Oktober 1903 von Ostafrika nach Ostasien kommandiert, 25. April 1905 nach Westafrika kommandiert, 1912 gestrichen, 1920 Abbruch
- Flusskanonenboot Tsingtau; Februar 1904 auf Perlfluss in Dienst, 1914 aufgelegt, 1917 Selbstversenkung
- Flusskanonenboot Vaterland; Mai 1904 auf Jangtse in Dienst, 1914 aufgelegt, 1917 beschlagnahmt
- Kleiner Kreuzer Niobe; 9. Juli 1906 nach Ostasien, 31. Januar 1909 Heimreise angetreten, 1926 nach Jugoslawien verkauft, 1943 zerstört
- Kleiner Kreuzer Leipzig; 8. September 1906 nach Ostasien, 8. Dezember 1914 im Seegefecht bei den Falklandinseln versenkt
- Kleiner Kreuzer Arcona; 27. August 1907 in Ostasien, 24. März 1910 Heimreise angetreten, 1930 gestrichen, im Krieg Flak-Batterie

Am 8. April 1909 trat der Panzerkreuzer Fürst Bismarck die Heimreise an und wurde als Flaggschiff des Ostasiatischen Kreuzergeschwaders vom Großen Kreuzer (Panzerkreuzer) Scharnhorst am 29. April 1909 in Colombo abgelöst, auf dem Konteradmiral Friedrich von Ingenohl eingeschifft war, der das Geschwader nach Coerpers Abreise übernimmt.
Der Geschwaderchef befand sich mit der Leipzig und anderen Schiffen vor Samoa und trat von Suva die Heimreise an.

### Wieder in der Heimat
Die Fürst Bismarck wurde im Juni 1909 außer Dienst gestellt und ab 1910 zum Torpedoschulschiff umgebaut. Am 28. November 1914 wurde sie kurzzeitig für den Küstenschutz aktiviert, diente dann aber meist als Schulschiff. Im September 1916 wurde die Bewaffnung gänzlich entfernt und am 31. Dezember 1918 erfolgte die Außerdienststellung. Nach kurzzeitiger Verwendung als Büroschiff wurde sie im Juni 1919 gestrichen, verkauft und 1920 in Rendsburg abgewrackt.

## Kommandanten
| 1. April 1900 bis November 1901        | Kapitän zur See Heinrich Graf von Moltke       |
| November 1901 bis Dezember 1903        | Kapitän zur See Carl Friedrich                 |
| 2. Dezember 1903 bis 14. November 1905 | Fregattenkapitän/Kapitän zur See Max Prowe     |
| November 1905 bis November 1907        | Fregattenkapitän/Kapitän zur See Max Wilken    |
| November 1907 bis 26. Juni 1909        | Fregattenkapitän/Kapitän zur See Otto Wurmbach |
| 28. November 1914 bis 2. April 1915    | Kapitän zur See Ferdinand Bertram              |
| April 1915 bis November 1916           | Korvettenkapitän Eduard Bartels                |
| November 1916 bis September 1917       | Korvettenkapitän Gustav Blockhuis              |
| September 1917 bis Dezember 1918       | Korvettenkapitän Wilhelm Hollmann              |